# كريستينا غارسيا
كريستينا غارسيا (بالإنجليزية: Cristina García)‏‏ (4 يوليو 1958 في هافانا - ) كاتِبة، وروائية، وصحفية من الولايات المتحدة.

## الجوائز
- زمالة غوغنهايم
- جائزة جانيت هايدنجر كافكا [الإنجليزية]‏

## روابط خارجية
- كريستينا غارسيا على موقع الموسوعة البريطانية (الإنجليزية)